# منتخب هندوراس لكأس فيد
منتخب هندوراس لكأس فيد هو ممثل هندوراس الرسمي في كرة المضرب في كأس فيد
.